# Cayetano Heredia Universiteit
De Cayetano Heredia Universiteit (Spaans: Universidad Peruana Cayetano Heredia, UPCH) is een private onderzoeksuniversiteit, gevestigd in Lima, Peru. De universiteit werd opgericht op 22 september 1961 en is vernoemd naar de 19e-eeuwse Peruviaanse arts Cayetano Heredia. De universiteit is niet in bezit van een private of statelijke onderneming, maar wordt geleid door een raad van bestuur (patronato).
In de QS World University Rankings van 2020 staat de Cayetano Heredia Universiteit wereldwijd op een 801-1000ste plaats, waarmee het de 73ste Latijns-Amerikaanse en 3e Peruviaanse universiteit op de ranglijst is.